# Mare de Déu de Montserrat de Montferri
El santuari de la Mare de Déu de Montserrat de Montferri és un monument protegit com a bé cultural d'interès local del municipi de Montferri (Alt Camp).
De propietat municipal, està adscrit a la parròquia de Sant Bartomeu de Montferri.

## Descripció
L'ermita es troba a la part nord-est de Montferri, a uns 380 metres. És situada damunt d'un tossal de 50 metres d'alçada. El projecte aprofitava el desnivell del tossal fent-hi avançar una part de la construcció (la corresponent al cambril de la Mare de Déu), que s'unia al pendent del terreny mitjançant arcs parabòlics.

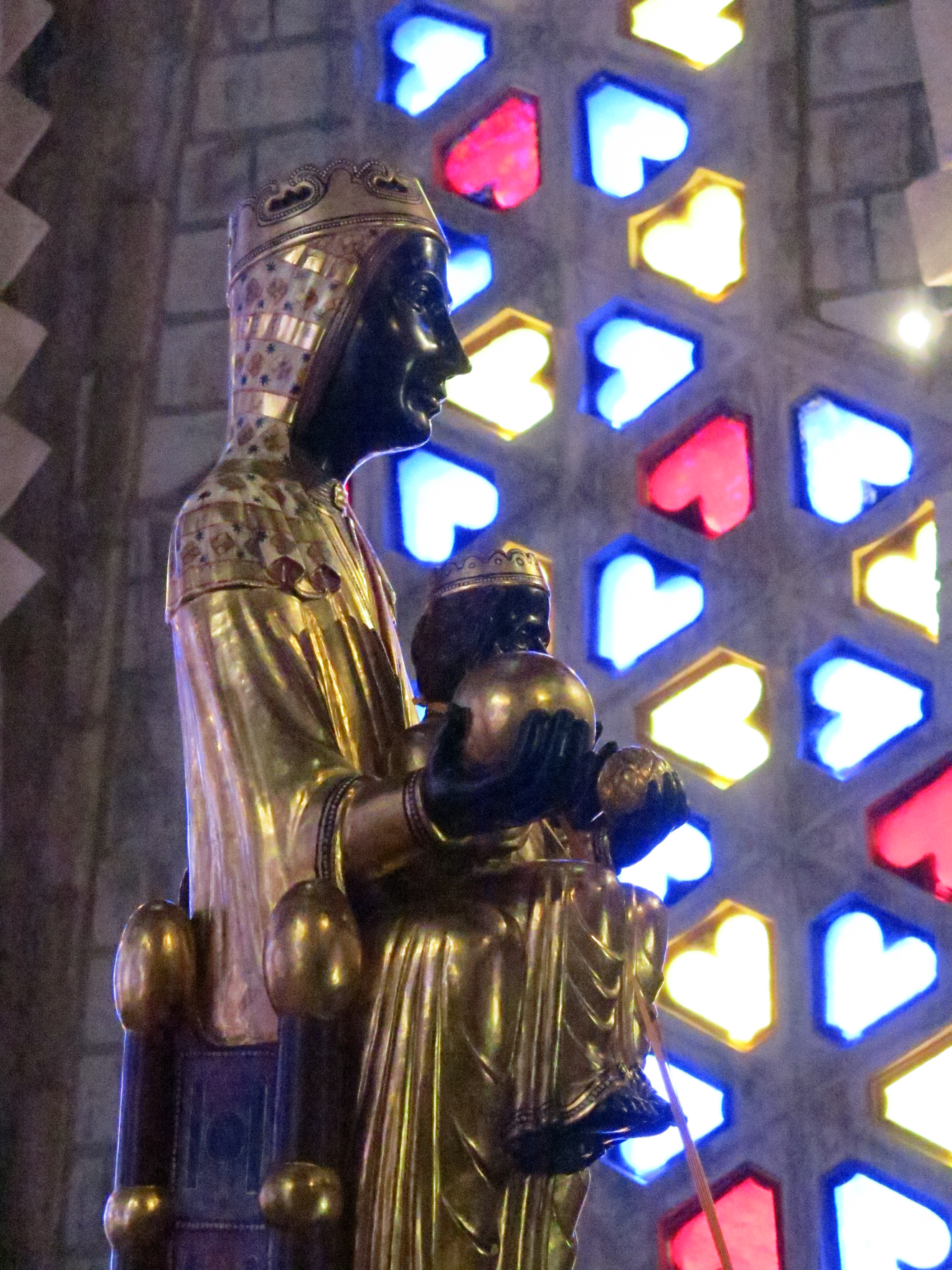
Imatge de la Mare de Déu de Montserrat, al cambril del santuari

L'espai de l'església és centrat per una cúpula que inclou el presbiteri. La planta devia estar formada per un conglomerat de triangles. Els elements predominants en la construcció són els arcs parabòlics, els reixats de les finestres, i la sobrietat amb què s'hi combinen els materials emprats: ciment pòrtland i arena.

## Història
El santuari de Montserrat de Montferri va ser projectat i començat a construir entre els anys 1926-1928. El terreny havia estat cedit per la família Vives de Montferri, el membre de la qual Daniel Maria Vives, jesuïta, havia estat el promotor de l'obra. El santuari no es va acabar per manca de recursos econòmics, tot i que els materials emprats eren senzills i la mà d'obra era bàsicament obtinguda pel sistema de prestació personal dels veïns del poble. L'any 1930 s'aturaren les obres i després, per causa de la guerra, ja no es van reprendre. Jujol encara va fer un viatge durant la postguerra per inspeccionar l'estat del santuari, però es va desanimar totalment en veure-ho.
A principis dels noranta del s. XX es feren obres de restauració i consolidació. S'iniciaren el 1987 sota la direcció de Joan Bassegoda i Nonell (arquitecte) i Josep Cendrós (constructor).